# 87 (numero)
Ottantasette è il numero naturale dopo l'86 e prima dell'88.

## Proprietà matematiche
- È un numero dispari.
- È un numero composto con i seguenti 4 divisori: 1, 3, 29, 87. Poiché la somma dei divisori (escluso il numero stesso) è 33 < 87, è un numero difettivo.
- È un numero semiprimo.
- È un numero di Ulam.
- Non è la somma di due numeri primi.
- È la somma dei quadrati dei primi quattro numeri primi.
- È parte delle terne pitagoriche (60, 63, 87), (87, 116, 145), (87, 416, 425), (87, 1260, 1263), (87, 3784, 3785).
- È un numero fortunato.
- È un numero congruente.

## Astronomia
- 87P/Bus è una cometa periodica del sistema solare.
- 87 Sylvia è un asteroide della fascia principale del sistema solare.
- NGC 87 è una galassia irregolare della costellazione della Fenice.

## Astronautica
- Cosmos 87 è un satellite artificiale russo.

## Chimica
- È il numero atomico del Francio (Fr).

## Simbologia

### Smorfia
- Nella Smorfia il numero 87 è "I pidocchi".